# 経済協力機構
経済協力機構（けいざいきょうりょくきこう、Economic Cooperation Organization、略称：ECO）とは、10か国の中東および中央アジアの非アラブ・イスラム諸国から成る国際組織である。加盟国の域内での貿易や投資を促進することを目的とする。西洋における欧州連合（EU）に相当する。本部はイランのテヘランに所在。また、経済局はトルコ、科学局はパキスタン、文化局はイランに分割して置かれている。

## 沿革
経済協力機構は、1985年にトルコ、イラン、パキスタンの三か国によって設立された。これは、1962年から1979年まで活動していたRegional Cooperation for Development（RCD）の事業を継承したものである。1992年の11月になると、前年にソヴィエト連邦から独立した五つの中央アジア諸国（ウズベキスタン、カザフスタン、キルギスタン、タジキスタン、トルクメニスタン）、同じくソビエト連邦から独立したカスカス地方の国(アゼルバイジャン)、および同時期に共産主義を廃止したアフガニスタンが参入し、現在の構成となった。1995年には、加盟国の全てがイスラームを国教とする、あるいは国教に準ずるものとして扱っているという性格から、イスラム諸国会議機構（OIC）にオブザーバーとして参加する権利を付与される。1996年9月、これらの変化によって組織の構成を調整する必要が生じ、新たな憲章が採択された。その後、2003年7月には、国際連合開発計画（UNDP）の仲介のもとにECO貿易協定（ECOTA）が加盟国の間で締結され、相互の関税の引き下げが合意された。2005年には、当初からECOに加盟していたトルコ、イラン、パキスタンの三か国が経済協力機構通商開発銀行を設置し、開発が遅れている国や地域への融資を開始した。

## 加盟国
- アフガニスタン
- アゼルバイジャン
- イラン
- ウズベキスタン
- カザフスタン
- キルギス
- タジキスタン
- トルクメニスタン
- トルコ
- パキスタン